# Завадский, Владислав Иванович
Владислав Иванович Завадский (бел. Уладзіслаў Іванавіч Завадскі; род. 4 февраля 1996, Самохваловичи, Минская область) — белорусский футболист, полузащитник черкасского клуба «Фалько».

## Карьера
Воспитанник клуба «Городея». Дебютировал за клуб 24 мая 2015 года в матче против «Смолевичей-СТИ». Также принимал участие в паре матчей Кубка Беларуси. В 2015 году стал серебряным призёром Первой Лиги. Однако весь следующий сезон провёл в дублирующем составе. В феврале 2017 года отправился в аренду в «Смолевичей-СТИ». Дебютировал за клуб 8 апреля 2017 года в матче против «Лиды», выйдя на замену на 65 минуте. Дебютными голами за клуб отличился 20 мая 2017 года в матче против «Барановичей», записав на свой счёт дубль. Закрепился в основной команде клуба, вместе с которой стал серебряным призёром Первой Лиги. По окончании аренды покинул клуб.
В марте 2018 года отправился в аренду в мозырскую «Славию». Дебютировал за клуб 7 апреля 2018 года в матче против «Чисти». Дебютный гол за клуб забил 9 июня 2018 года в матче против житковичского клуба ЮАС. В июле 2018 года вернулся в «Городею». Стал привлекаться к играм с основной командой. Дебютировал в Высшей Лиге 24 сентября 2018 года в матче против гродненского. Закрепиться в основной команде у футболиста не вышло, выйдя на поле в сезоне еще лишь пару раз. Весь 2019 год провёл за дублирующий состав. В 2020 году покинул клуб.
В начале 2020 года проходил просмотр в мозырской «Славии». Однако в феврале 2020 года стал игроком минских «Крумкачей». Дебютировал за клуб 18 апреля 2020 года в матче против микашевичского «Гранита». Закрепиться к клубе у игрока не вышло, выходя на матчи лишь со скамейки запасных. В июле 2020 года перешёл в «Ошмяны-БГУФК». Дебютировал за клуб 19 июля 2020 года в матче против «Крумкачей». По окончании сезона покинул клуб. В 2021 году стал выступать за черкасский клуб «Фалько» во Второй Лиге.